# Dargeochaeta elodiae
Dargeochaeta elodiae är en fjärilsart som beskrevs av François Louis Nompar de Caumont de Laporte 1974. Dargeochaeta elodiae ingår i släktet Dargeochaeta och familjen nattflyn. Inga underarter finns listade i Catalogue of Life.